# 신구간
신구간(新舊間)은 제주도의 전통 풍습 중 하나로, 대한 후 5일째부터 입춘 3일 전까지 7-8일 동안 이어지는 이사사 집수리 등을 포함하는 정월 풍습이다. 이시기에 이사나 집수리 등을 하는 이유는 이 시기에 인간의 길흉화복을 관장하는 신들이 임무 교대를 위해 하늘로 올라간다는 속설이 전해져 예부터 제주에서는 이 기간에 집을 고치거나 이사하는 풍습이 전해져 오고있기 때문이다. 이 시기에는 약 5000여명에서 만 명 가량이 이사를 하여 도민 중 약 15%가 이사를 한다. 제주도민들은 왜 이 기간에 이사를 했을까. 그것은 농경사회이면서 따뜻한 기후 영향 때문인 것으로 알려져 있다. 농경사회에서 새로운 일 년이 시작되는 중요한 시기(立春)이고 농한기에 해당한다. 또한 따뜻하기 직전 세균번식이 정지되는 기온(5°C 이하)을 유지하는 기간이다. 그래서 이 기간에 이사하거나 집이나 변소를 개량해야 세균감염 등 질병으로부터 자유로울 수 있다는 지혜에서 비롯된 것이라 할 수 있다. 일손이 한가할 때 집수리도 하고 이사도 하여야 바쁜 농사철에 농사일을 할 수 있기 때문이다. 풍습은 생활 속에서 만들어지는 것이다. 하지만 요즘에는 많이 누그러진 추세이다.

## 같이 보기
- 절기